# Réka Király
Réka Király (Budapest, 21 de septiembre de 2001) es una balonmanista húngara. Disputó la Copa EHF de balonmano en sus ediciones 2017-2018 y 2018-2019.
Representó además a su país en los Juegos Olímpicos de la Juventud 2018 celebrados en la ciudad de Buenos Aires, Argentina, donde obtuvo la medalla de bronce en el torneo femenino de balonmano de playa, derrotando a los Países Bajos en el partido por el tercer y cuarto puesto.